# Étangs littoraux de la Narbonnaise
Les étangs littoraux de la Narbonnaise sont une zone humide d’importance internationale située dans le département de l'Aude, labellisée le 2 février 2006 au titre de la convention de Ramsar.

## Localisation
Les étangs sont situés en grande partie entre Narbonne et la façade méditerranéenne dans le parc naturel régional de la Narbonnaise en Méditerranée  dans le département de l'Aude en région Occitanie.

## Caractéristiques
La zone humide d'une superficie de 12 334 hectares est composée de presque 6 000 ha de plans d'eau dont les étangs : étang de l'Ayrolle, étang de Bages-Sigean, étang du Doul, étang de Gruissan, étang de La Palme, étang de Leucate,  étang de Pissevaches, étang de Vendres, Qui sont entourés par près de 6 400 ha de zones humides : prairies, marais salants.

## Importance écologique
Une partie de cette zone humide est la propriété du Conservatoire du littoral.

### Flore
De nombreuses espèces protégées y sont présentes comme le limoniastrum monopetalum ou grand statice ou lavande de mer, le limonium diffusum ou statice diffus...

### Faune
83 espèces d’intérêt communautaire y ont été répertoriés, ce qui en fait une zone de protection spéciale Natura 2000 pour l’avifaune.

## Pour approfondir
- Écologie,
- Conservation de la nature
- Natura 2000
- Liste des sites Ramsar de France
- Gouffre de l'Œil Doux
- Massif de la Clape
- Canal de la Robine